# Paraire Tomoana

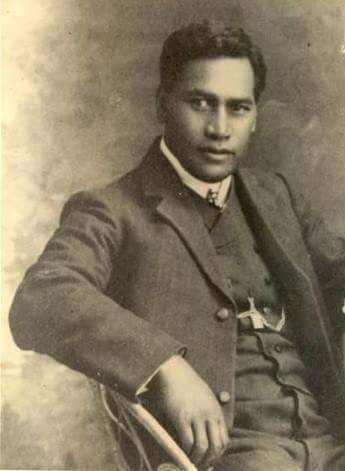

Paraire Tomoana (Waipatu, 1874 – 15 aprile 1946) è stato un politico neozelandese di origine maori.

## Biografia
Paraire "Friday" Henare Tomoana è stato un leader politico, giornalista, storico, sportivo, cantautore e paroliere Maori delle tribù Ngāti Kahungunu e Ngāi Te Whatu-i-Apiti. Nato a Waipatu o a Pakowhai vicino a Hastings, era figlio di Henare Tomoana, il principale capo della regione di Heretaunga e membro del Parlamento della Nuova Zelanda per l'elettorato "Māori orientale". Ha studiato al Te Aute College ed è stato membro del Young Māori Party, un'associazione di alunni del college che ha dominato il panorama politico Maori all'inizio del XX secolo. Tomoana era favorevole all'arruolamento dei Maori nella prima guerra mondiale, ed è stato un importante raccoglitore di fondi e organizzatore di campagne di reclutamento per il Battaglione Māori Pioneer della Nuova Zelanda.
Nel 1919 pubblicò Pōkarekare Ana.